# 煨桑
煨桑（藏語：མེ་བསངས་，威利转写：me bsangs），是藏人的祭祀习俗，即焚烧谷物、松柏枝等產生煙霧祭祀鬼神的活動，直譯爲“煙祭”。原本是本土苯教的祭礼，後被藏传佛教吸收用於禮敬佛菩薩。

## 名稱含義
煨桑是藏語音譯，“煨”的意義是煙、煙火，“桑”的意義是清洗、消除、驱除；煨桑直譯就是“以煙火祛除邪祟之祭祀”。

## 淵源
藏人的本土宗教苯教脫胎於萬物有靈論，原始苯教的祭禮以煨桑、血祭、跳神爲三大要素。經過辛饶米沃的宗教改革，創建雍仲苯教，以及在佛教不殺生思想的影響下，血祭逐漸式微，普遍以其他物品代替血肉祭品，而煨桑和跳神流傳下來。

## 相關節日
煨桑节